# Амальрик, Алексей Сергеевич
Алексей Сергеевич Амальрик (13 [26] марта 1906, Москва, Российская империя — 21 сентября 1965, Москва, СССР) — советский историк и археолог.

## Биография
Родился в 1906 году в Москве. Его оба родителя работали в акционерном страховом обществе «Россия» и хотели, чтобы сын стал коммерсантом и поэтому в восемь лет отдали его в коммерческое училище.
Октябрьская революция застала юношу в третьем классе коммерческого училища. В годы Гражданской войны в России вместе с родителями находился на Украине, в городе Обояни под Харьковом. После Гражданской войны служил в полку по борьбе с бандитизмом, который занимался ликвидацией остатков банд на Украине. Спустя год вернулся в Москву.
В Москве Алексей жил вместе с матерью — отец к этому времени умер. Устроился работать осветителем на кинофабрику, впоследствии с кинохроникой объездил почти всю страну. В 1928 году женился на ассистенте режиссёра — Зое Григорьевне Шаблеевой (1900—1961), которая была на шесть лет старше его. В 1938 году у них родился сын Андрей. Под влиянием брата жены — Евгения Григорьевича Шаблеева, Алексей Амальрик окончил рабочую аспирантуру Института кинофотоискусства (ныне Научно-исследовательский кинофотоинститут). Однако оставил кинематограф и в 1935 году поступил на исторический факультет Московского государственного университета. В 1939 году, не окончив университет, был призван в Красную армию; участвовал в Польском походе Красной армии, получил звание лейтенанта. В 1940 году служил на Северном флоте. В июне 1941 года сдавал в МГУ выпускные экзамены, когда началась Великая Отечественная война.
Амальрик снова служил политработником на Северном флоте, в Архангельске, где на одном из приёмов союзников в Доме офицеров «сорвал со стены в фойе портрет Сталина и на глазах ошеломлённой публики с нецензурной бранью стал топтать его ногами». В результате в апреле 1942 года был переведён в 235-й полк 28-й стрелковой дивизии и отправлен на фронт, в 1944 году был тяжело ранен осколком мины в боях за Прибалтику и в 1945 году демобилизован в чине капитана.
После войны Алексей Сергеевич заинтересовался вопросами исторической картографии. В 1950-е годы им были составлены карты ко многим историческим работам и учебникам истории, в частности к учебнику по истории СССР для вузов, «Всемирной истории», а также для некоторых томов «Собрания сочинений» К. Маркса и Ф. Энгельса. С конца 1940-х годов работал в области археологической картографии — им составлено около 20 археологических карт, в том числе «Торговые связи и обмен в эпоху неолита и бронзы». Увлекшись археологией, А. С. Амальрик принимал участие в полевых исследованиях в Новгородской (1947) и в Рязанской (1953) экспедициях. Занимался популяризацией археологии, вместе с А. Л. Монгайтом написали рассчитанную на старшеклассников книгу «Что такое археология», которая с 1957 года выдержала три издания. В 1960 году они выпустили книгу «В поисках исчезнувших цивилизаций», посвященную методам и проблемам археологии и истории её развития.
В 1959 году у Алексея Сергеевича был инсульт. Умер в Москве от кровоизлияния в мозг 21 сентября 1965 года.